# Споменик стрељаним мештанима села Бешке
Споменик стрељаним мештанима села Бешка налази се у селу Бешка, у средишњем делу Српског православног гробља.
Споменик је посвећен становницима села Бешка које су 1914. године у Петроварадину стрељали Аустроугарски војници у знак одмазде због преласка српске војске у Срем. Подигнут је 1922. године у порти Српске православне цркве у Бешки, а током Другог светског рата, 1941. године, пребачен је на данашњу локацију.
Споменик у форми обелиска урађен је у класицистичком духу од тамног гранита. На предњој страни је уклесана посвета споменика, са именима стрељаних, а са задње стране су стихови Јована Јовановића Змаја. Испред споменика се налазе четири камена крста са именима стрељаних.